# 武井亨介
武井 亨介（たけい きょうすけ、1978年11月6日 - ）は、千葉県野田市出身の自転車競技（MTBおよびロード）選手。2014年全日本マウンテンバイク選手権クロスカントリー優勝者。

## 来歴
千葉県野田市生まれ。野田市立南部中学校卒業。中学時代に陸上競技から転身しマウンテンバイクレースを始めた。2000年に茨城県で自転車専門店Forzaを起業する。2003年からMTB ジャパンシリーズに本格参戦し、その年の内に最高位のエリートクラスに昇格する。出場するレースは常に10位以内を走る実力を見せ、2010年にJ1箱館山で初優勝を飾る。続くJ1富士見でも優勝したが、その後はジャパンシリーズ以外のクロスカントリー競技やロードなどの自転車競技に活動の幅を広げた。
コーチとしてはマウンテンバイクの2006年のセルフディスカバリーアドベンチャー王滝120kmの部優勝の佐々木優子、全日本ロード、タイムトライアル、マウンテンバイククロスカントリーの優勝者である與那嶺恵理を発掘し育て上げたことで知られる。與那嶺の育成の傍らで自らのトレーニングも重ね、2014年の全日本マウンテンバイク選手権で初優勝を果たした。
2016年をもって選手活動を引退し、後進の育成、コーチング業務を本格化させる。

## 主な戦績
2004年
- SDA王滝100km　優勝

2006年
- ツールド沖縄 市民200km　優勝

2009年
- 全日本MTB選手権大会　3位
- ツールド沖縄 市民200km　優勝

2010年
- 全日本MTB選手権大会　5位
- MTB ジャパンシリーズ　2勝
- MTB ワールドカップ　ウインダム　56位
- MTB 世界選手権 / アジア選手権　日本代表

2011年
- 全日本MTB選手権大会　5位

2013年
- 全日本ロード選手権大会　7位
- 全日本タイムトライアル選手権大会　4位
- アメリカ　コロラド　リードビル・トレイル 100マイル　6位

2014年
- UCI Asia Tour Tour de Ijen　ステージ1　優勝
- 全日本MTB選手権大会　優勝
- MTBアジア選手権大会　3位
- 全日本ロード選手権大会　13位

2015年
- MTBアジア選手権大会　MTB-XCO 5位
- 全日本タイムトライアル選手権大会　10位
- 全日本シクロクロス選手権大会　5位

2016年
- MTBアジア選手権大会　4位
- 全日本タイムトライアル選手権大会　10位
- 全日本シクロクロス選手権大会　5位